# Astral Media

Logo di Astral usato dal 2000 al 2009

Astral Media Inc. (chiamata semplicemente Astral dal maggio 2010) è stata una compagnia televisiva canadese. È stata la più grande emittente radiofonica, (per numero di stazioni) con 83 stazioni radio in otto province e la maggior proprietaria di Pay TV, come The Movie Network, Super Écran, Family Channel, Teletoon, Canal D, Canal Vie, VRAK.TV, Séries+, Ztélé e altre. Astral Media era proprietaria di cartelloni pubblicitari attraverso la divisione Astral Media Outdoor.
Il 16 marzo 2012 è stato annunciato che Astral ha accettato un'offerta da Bell Media, una filiale di BCE Inc., per l'acquisto della compagnia per $3.38 miliardi.

## Membri
I membri del consiglio di amministrazione di Astral Media sono: Austin Beutel, Paul Bronfman, André Bureau, Jack Cockwell, George Cohon, Paul Godfrey, Stephen Greenberg, Ian Greenberg, Sidney Greenberg, Sidney Horn, Mila Mulroney, Timothy Price, Phyllis Yaffe e Monique Jérôme-Forget.

## Proprietà di Astral

### Radio

#### Alberta
- Calgary - CIBK, CJAY, CKMX
- Edmonton - CFBR, CFRN, CFMG

#### Columbia Britannica
- Dawson Creek - CJDC
- Fort Nelson - CKRX
- Fort St. John - CHRX, CKNL
- Golden - CKGR
- Invermere - CKIR
- Kelowna - CHSU, CILK, CKFR
- Kitimat - CKTK
- Nelson - CKKC
- Osoyoos - CJOR
- Penticton - CJMG, CKOR
- Prince Rupert - CHTK
- Princeton - CIOR
- Revelstoke - CKCR
- Salmon Arm - CKXR
- Summerlan - CHOR
- Terrace - CFTK, CJFW
- Trail - CJAT
- Vancouver - CKZZ, CHHR, CISL
- Vernon - CICF

#### Manitoba
- Brandon - CKX, CKXA
- Selkirk - CFQX
- Winnipeg - CKMM

#### Nuovo Brunswick
- Bathurst - CKBC-FM
- Fredericton - CFXY-FM, CIBX-FM, CKHJ
- Grand Falls - CIKX-FM
- Woodstock - CJCJ-FM

#### Nova Scozia
- Truro - CKTO-FM, CKTY-FM

#### Ontario
- Hamilton - CHAM, CKLH, CKOC
- London - CIQM, CJBK, CJBX, CKSL
- Ottawa - CJOT, CKQB
- Pembroke - CHVR
- St. Catharines - CHRE, CHTZ, CKTB
- Toronto - CFRB, CHBM, CKFM

#### Québec
- Montréal - CHOM, CJAD, CJFM

##### NRJ network
- CHIK-FM 98.9, Québec
- CIGB-FM 102.3, Trois-Rivières / Mauricie
- CIKI-FM 98.7, Rimouski
- CIMO-FM 106.1, Magog / Estrie
- CJAB-FM 94.5, Saguenay
- CJDM-FM 92.1, Drummondville
- CJMM-FM 99.1, Rouyn-Noranda
- CJMV-FM 102.7, Val-d'Or
- CKMF-FM 94.3, Montréal
- CKTF-FM 104.1, Gatineau / Outaouais

##### Rouge FM network
- CFIX-FM 96.9, Saguenay
- CFVM-FM 99.9, Amqui
- CHEY-FM 94.7, Trois-Rivières / Mauricie
- CHRD-FM 105.3, Drummondville
- CIMF-FM 94.9, Gatineau / Outaouais
- CITE-FM 107.3, Montréal
- CITE-FM-1 102.7, Sherbrooke / Estrie
- CITF-FM 107.5, Québec
- CJOI-FM 102.9, Rimouski

##### Boom FM network
- CFEI-FM 106.5, Saint-Hyacinthe
- CFZZ-FM 104.1, Saint-Jean-sur-Richelieu

#### Saskatchewan
- Regina - CHBD

#### Satellite radio
Astral possiede inoltre due canali televisivi trasmessi su Sirius Canada:
- Rock Velours, mandato in onda sul canale 88 di Sirius (ex 192).
- Énergie2, mandato in onda sul canale 89 di Sirius (ex 193).

### Televisione

#### Stazioni televisive via etere
- Dawson Creek - CJDC-TV
- Terrace - CFTK-TV

#### Pay-TV
- Canal D
- Canal Vie
- Cinépop
- Disney Junior
- Disney XD
- Family Channel - 1 canale multiplex
- Historia (50%)
- The Movie Network - 4 canali multiplex
- Mpix - 1 canale multiplex
- MusiMax
- MusiquePlus
- Séries+ (50%)
- Super Écran - 3 canali multiplex
- Teletoon
- Teletoon Retro
- Viewers Choice (50.1%)
- VRAK.TV
- Ztélé